# 贝尔蒙特德圣霍塞
贝尔蒙特德圣霍塞，是西班牙阿拉贡自治区特鲁埃尔省的一个市镇。总面积34平方公里，总人口138人（2001年），人口密度4人/平方公里。